# Орио Мастропиетро
Орио Мастропиетро (на италиански: Orio Mastropiero) е четиридесети дож на Република Венеция от 1178 до 1192 г.
Преди да стане дож Мастропиетро е посланик във Византия и при сицилианския крал Вилхелм II Добрия. Той е един от поддръжниците на бунта, при който е убит тридесет и осмия дож Витале II Микеле.
Избран е за дож през 1178 г. след абдикацията на Себастиано Дзиани. Той се съюзява с норманите срещу византийския император Андроник I Комнин, но с неговия наследник Исак II Ангел установява добри търговски и военни отношения.
В Близкия изток Салах ад-Дин завладява Сирия и Египет, където Венеция се ползва с търговски привилегии и разполага със свои бази. Затова когато през 1188 г. е свикан Третия кръстоносен поход Венеция заедно с Пиза и Генуа се присъединява към него и участва в завладяването на Тир и Акра.
Орио Мастропиетро абдикира през май 1192 г. заради напредналата си възраст и се оттегля в манастир. Умира на 13 юни 1192 г.